# Louie Smothermon
Louie Smotherman là cầu thủ bóng đá người Mỹ gốc Việt đã nghỉ hưu, từng thi đấu chuyên nghiệp tại Giải USISL A-League.
Cha của Smotherman là quân nhân Mỹ đang công tác tại Việt Nam Cộng hòa thời chiến tranh Việt Nam thì tình cờ làm quen và kết hôn với một phụ nữ người Việt bản địa. Smotherman sinh ra ở Việt Nam nhưng về sau gia đình ông vượt biên sang Mỹ theo diện tị nạn rồi chuyển về bang Arizona sinh sống hồi ông còn nhỏ. Lớn lên, Smotherman tốt nghiệp Trường Trung học Greenway rồi làm cầu thủ bóng đá chơi cho đội All State.  Smotherman nhập học Đại học Lander và chơi trong đội bóng đá nam từ năm 1988 đến năm 1991. Ông đoạt giải thưởng NAIA Toàn nước Mỹ năm 1991 và tốt nghiệp cử nhân khoa học thể dục.  Smotherman bắt đầu sự nghiệp bóng đá của mình từ đội tuyển South Carolina Shamrocks. Năm 1997, ông chuyển sang chơi cho đội New Orleans Riverboat Gamblers tại Giải USISL A-League. Năm 1998, ông trở thành cầu thủ/trợ lý huấn luyện viên của đội Gamblers được đổi tên thành New Orleans Storm vào năm 1999 trước khi giải tán vào năm 2000.
Năm 2005, Smotherman trở thành huấn luyện viên trưởng của đội bóng đá nam Trường Trung học Brother Martin. Đến tháng 4 năm 2013, Smotherman lên làm nhà quản lý bóng đá tại Brother Martin.